# ロバート・テイラー (1994年生のサッカー選手)
ロバート・テイラー（Robert Taylor 、1994年10月21日 - ）は、フィンランド・クオピオ出身のサッカー選手。メジャーリーグサッカー・インテル・マイアミCF所属。フィンランド代表。ポジションはミッドフィールダー。

## 経歴

### クラブ
いくつかのクラブでのプレーを経て、2011年にリンカーン・シティFCと2年間のスカラシップを結んだ。2012-13シーズン冬、ユナイテッド・カウンティーズ・リーグ（9～10部相当）のボストン・タウンFCに期限付き移籍し、1試合に出場した。
2013年末にバーネットFCに加入したが、クラブがナショナルリーグに降格したため、プロ契約を締結できず退団。その後フィンランドに帰国し、ユヴァスキュラン・ヤルカパロクルビに加入した。
2016年1月、ロヴァニエメン・パロセウラに加入。
2017年7月、移籍金10万ユーロでスウェーデンのAIKソルナに移籍。
2018年3月、ノルウェーのトロムソILに期限付き移籍で加入。同年8月、トロムソILに完全移籍した。
2020年1月20日、SKブランに3年契約で完全移籍。
2022年2月11日、インテル・マイアミCFに2年契約で移籍した。

### 代表
2017年1月9日、モロッコ代表とのフレンドリーマッチでフィンランド代表デビュー。
2020年10月11日、 UEFAネーションズリーグのブルガリア代表選で代表初ゴールを決めた。

## 人物
父親はイングランド出身の元サッカー選手で、1980年代から1990年代にかけてクオピオン・パロセウラでプレーした。